# Cool’n’Quiet
Cool’n’Quiet (с англ. — «Прохлада и тишина») — технология понижения скорости и энергопотребления центрального процессора, представленная AMD в серии процессоров Athlon 64. Её действие заключается в понижении частоты и напряжения при неполной загруженности ЦП. Цель данной технологии — снизить общее энергопотребление и тепловыделение, позволяя тем самым уменьшить скорость вращения вентилятора, отсюда — название «Cool’n’Quiet».
Данная технология пришла из сферы мобильных процессорных систем на базе AMD, только там она называется «PowerNow!». На данный момент она реализована во всех процессорах — Athlon 64, Athlon 64 FX, Athlon II, Opteron, Phenom, Phenom II.
Рассмотрим основные принципы работы данной системы. BIOS в ходе начальной загрузки создаёт для процессора описание возможных его состояний (P-States, состояния производительности), характеризуемых комбинацией частоты и рабочего напряжения. Эти описания в соответствии с интерфейсом ACPI считываются операционной системой при запуске. В ходе работы операционная система следит за загрузкой процессора, и если она не максимальна, делает попытку перевести процессор в одно из младших состояний. Для этого система обращается к драйверу процессора. Драйвер программирует регистры процессора, запуская процедуру перехода в запрошенное состояние. Снизив частоту и напряжение, процессор будет потреблять меньше энергии (примерно в два-три раза), а значит, будет меньше нагреваться. Шум тоже снизится, если кулер умеет регулировать обороты (имеет 3 или 4 провода). Тем самым будет достигнута цель — уменьшить температуру и шум системы.
Если операционная система обнаружит увеличение нагрузки, она снова запросит изменение состояния процессора, но на этот раз в сторону увеличения его частоты. По той же цепочке (OC-драйвер-процессор) будет выполнен необходимый переход, и процессор начнёт работать на номинальной частоте.
О том, как часто и в какое из состояний переводить процессор, операционная система решает в соответствии с выбранной политикой управления энергосбережением. Пользователь самостоятельно выбирает политику в «Панели управления» или sysfs — от минимального вмешательства (переходить в пониженный режим только при простое) до жёсткой экономии энергии (процессор практически всегда будет находиться в состоянии сниженного энергопотребления).
Алгоритм переключения процессора Athlon 64 между состояниями следующий.
Сначала процессор начинает ступенчато переключать напряжения (вверх или вниз), выдавая сигналы VID (номинал напряжения) на соответствующие контакты (фаза 1). Шаг переключения — 0.025 В. Добравшись до напряжения, которое немного выше целевого (чтобы процессор не потерял стабильность в момент смены частоты), процессор отключается от шины и подаёт новые сигналы FID (выбор частоты) на тактовый генератор (фаза 2). Это соответствует смене множителя. Когда новая частота процессора установится, напряжение переключается на целевое (фаза 3), после чего процессор возобновляет работу.
Для каждой модели процессора Athlon 64 существует своя таблица возможных состояний. У младших моделей (2800+ — 3200+) и моделей со старым степпингом C0 состояний всего три: максимальное (номинальное), минимальное (800 МГц/1.3 В, множитель 4х) и промежуточное. Операционная система «держит» процессор обычно либо в минимальном, либо в максимальном режиме.
На общем быстродействии Cool’n’Quiet сказывается, но очень незначительно. Исключение составляют процессоры Phenom и Phenom II (Athlon 64 X2 выпущенные на основе ядер Phenom). Эти процессоры могут менять частоту каждого ядра независимо от других, в то же время операционная система (Windows XP) постоянно перемещает потоки (программы) между ядрами. В результате, если поток перемещается с «быстрого» ядра на «медленное» он какое-то время работает с низкой производительностью. Для однопоточных приложений это может приводить к значительному (до 50 %) замедлению. В таком случае рекомендуется отключить Cool’n’Quiet. Известно, что процессоры Phenom II не испытывают таких проблем, если работают в операционной системе Windows Vista.

## Процессоры, поддерживающие технологию Cool’n’Quiet
- Phenom и Phenom II — все модели.
- Athlon 64 & X2 — все модели.
- Athlon 64 FX — FX-53 (только Socket 939) и выше.
- Sempron — Socket AM2: 3200+ и выше; Socket 754: 3000+ и выше; Socket A: не поддерживается.
- Opteron — степпинга E и выше, помеченные как Optimized Power Management.
- AMD FX — все модели.
- AMD Ryzen